# Kaws
Brian Donnelly (* 1974), známý profesně jako KAWS, je americký umělec a designér.
Jeho práce zahrnují opakované použití figur a motivů, přičemž se někteřé  datují až k začátku jeho kariéry v roce 1990, kdy je původně ztvárňoval pouze ve 2D, ale později realizované i ve 3D. Některé z jeho postav jsou jeho vlastní tvorby, zatímco jiné jsou přepracovanou verzí stávajících ikony. S přibývajícím věkem se začal  inspirovat  tradičními malíři, jako jsou Gerhard Richter, Claes Oldenburg a Chuck Close.
Začínal jako graffiti umělec věnující se subvertisingu a nyní tvoří sochy a malby akrylem plátno, věnuje se i sítotisku. Spolupracuje také s komerčními subjekty, převážně pro ně navrhuje designy limitovaných edicí sběratelských postaviček, oblečení, skate desek a dalších produktů.
Kawsova sochařská tvorba se pohybuje ve velikosti od několika centimetrů až po deset metrů a jsou vyrobeny z různých materiálů včetně laminátu, hliníku, dřeva a bronzu.
Jeho práce jsou vystavovány v galeriích a muzeích, častou jsou ve sbírkách veřejných institucí a dychtivě sbírány jednotlivci. Vyšly už i řady knih ilustrujících jeho uměleckou tvorbu. Žije a pracuje v Brooklynu v New Yorku.

## Časný život
Donnelly se narodil v roce 1974 v Jersey City v New Jersey. Vystudoval School of Visual Arts v New Yorku s titulem  Bachelor of Fine Arts z ilustraci v roce 1996. Po studiu krátce pracoval na volné noze pro Jumbo Pictures  jako animátor pozadí pro animovaný seriál 101 Dalmatinů, Daria a Doug.
Donnelly začínal jako graffiti umělec uživající přezdívku Kaws. Po přestěhování do New Yorku v roce 1990 se  začal věnovat subvertisingu billboardů na autobusových zastávkách a telefonních budkách nejen v New Yorku ale i v Paříži, Londýně, Berlíně a Tokiu.

## Umělecká díla
Kawsovy akrylové obrazy a sochy mají mnoho opakujících se motivů srozumitelných všem jazyků a kulturám. Některé z jeho postav se datují do až do začátku jeho kariéry v roce 1990: Companion (vytvořen v roce 1999), Accomplice a Chum and Bendy. Kromě svých vlastních návrhů přepracoval současné pop-ikony jako jsou  Simpsonovi, Mickey Mouse, panáček Michelin, Šmoulové, Snoopy, a Spongebob v kalhotách.

## Produkty a obchodní spolupráce
Roku 1999 Kaws začal ve spolupráci s japonskou oděvní značkou Bounty Hunter navrhovat a vyrábět svou první vinylovou sběratelskou figurku. Na figurkách spolupracoval i s dalšími japonskými společnosti: Nigo pro Bathing Ape (Bape) a Santastic!. 
Pracoval též na projektech s Burton, Vans, Supreme a Boty DC. Navrhl i malou edici lahví pro Dos Equis a Hennessy, koberce pro Galerii 1950 a obaly pro kosmetiku Kiehl's . V roce 2004 spolupracoval se značkou Undefeated na billboardu v Los Angeles. Roku 2008 spolupracoval s Johnem Mayerem na kytarových trsátkách.
Pro 2013 MTV Video Music Awards přepracoval Kaws trofej Měsíčňana do podoby jednoho z jeho charakterů "Companion". Jeho 3D model byl také použit k vytvoření více než 18metrové nafukovací verze. V neposlední řadě se postaral o redesign propagačních materiálů
Ilustroval obálky časopisů pro The New Yorker, Clark Magazine (listopad/prosinec 2010), i-D a Sneeze Magazine. Vytvořil obaly alb pro hudebníky Towa Tei, Cherie, Clipse (Clipse „Till the casket drops“) a Kanye Westa (808s & Heartbreak).
Jeho design tenisek Nike Air Force 1 byl vydán roku 2008 v rámci projektu Nike 1World, na kterém se podílelo 18 různých návrhářů.
V roce 2014 Kaws navrhl lahvičku pro vůni „Girl“ od Comme des Garçons a Pharrella Williamse.
Roku 2016 Kaws spolupracoval s řetězcem Uniqlo, pro nějž vytvořil řadu triček a doplňků s překvapivě nízkou cenou.
V březnu roku 2017 dceřiná společnost Nike Jordan Brand vydala ve spolupráci s Kawsem univerzálně nositelnou kolekci – čtyři páry tenisek a oblečení.
V dubnu 2017 Kaws opět spolupracoval s oděvním řetězcem Uniqlo a komiksovou postavou Peanuts. Kolekce byla opět velmi cenově dostupná.
V květnu roku 2017 Muzeum moderního umění (MoMA) v New Yorku vydalo omezenou kolekci figurek Companion s cenou 200 $. Enormní zájem vyřadil webové stránky galerie mimo provoz.
V květnu roku 2017 prodal aukční dům Phillips Kawsovu bronzovou sochu sedícího Companiona (z roku 2011) za přibližně 411 000 $.
V květnu 2018 Kaws instaloval dvě osmimetrové sochy „Companion“ a „BFF“ v nákupním komplexu v čínském městě [[Souřadnice: 28°11′46″ s. š., 112°58′20″ v. d. (mapa)
Čchang-ša]].

## Publikace
- Kaws Vystaveny.  Seattle: ARO Prostor, 1999. ISBN 9789110509443. Edici 2000 kopií. 31 stránek fotografií z jeho graffiti.
- Kaws.  Tokio: Trochu Více, 2001. Editoval Kawachi, Taka a Akio E-da. ISBN 978-4898150450.
- Kaws C10: Obrazy Kaws.  Seattle: Neverstop, 2002. ISBN 9780971709409. S zavedené Carlo McCormick. Vydání 3000 výtisků.
- Kaws: 1993-2010.  Skira Rizzoli), 2009. Napsal Monica Ramirez-Montagut. ISBN 978-0847834341. Retrospektivní, s ilustrací a textu. Editoval Ian Luna a Lauren A. Gould a s příspěvkem Germano Celant.
- Kaws: Prostoje.  Atlanta, GA: High Museum of Art, 2012. Editovali Michael Havrani a Seth Zucker. ISBN 9781932543476. S předmluvou Michaela E. Shapiro, esej Havrani, a seznam Kaws výstavy. 112 stran. Katalog k výstavě Prostoje na High Museum of Art.
- Kaws: Poslední Dny Katalog Výstavy.  82 stránek zahrnující výstavu v Centru Současného Umění v Malaze v roce 2014.
- Kaws Katalog Výstavy.  Wakefield, Anglie: Yorkshire Sculpture Park, 2016. Fotografie od Jonty Wilde. ISBN 978-1-908432-21-6. Katalog doprovází výstavu v Yorkshire Sculpture Park. S texty Flavia Frigeri, Helen Pheby, a Clare Lilley.[25]

## Sbírky
Seznam trvalých veřejných sbírek.